# Byków (Długołęka)
Byków (deutsch Peuke) ist ein Dorf in der Landgemeinde Długołęka (Langewiese) im Powiat Wrocławski der Woiwodschaft Niederschlesien in Polen.

## Geschichte
Territorial gehörte Peuke von Anfang an zum Herzogtum Oels. Als Besitzer von Ober- und Niederpeuke erscheint bis Anfang des 17. Jahrhunderts Heinrich Wilhelm Frey von Freyenfels. Nach dem Ersten Schlesischen Krieg fiel Peuke mit dem größten Teil Schlesiens an Preußen. Bis 1945 gehörte es zum niederschlesischen Landkreis Oels. Als Folge des Zweiten Weltkriegs fiel Peuke 1945 an Polen. Nachfolgend wurde es von der polnischen Verwaltung in Byków umbenannt. Die deutschen Einwohner wurden, soweit sie nicht vorher geflohen waren, 1945/46 vertrieben. Die neu angesiedelten Bewohner stammten teilweise aus Ostpolen, das an die Sowjetunion gefallen war.

## Sehenswürdigkeiten
- Die Maria-Rosenkranz-Kirche (Kościół pw. Matki Boskiej Różańcowej) wurde erstmals 1385 erwähnt. Ab der Reformation bis 1945 diente sie als evangelisches Gotteshaus. Die  Saalkirche aus Fachwerk mit Holzturm und Zwiebelhaube entstand im Jahre 1574. 1702 wurde sie u. a. um hölzerne Emporen und Patronatslogen erweitert. Ebenfalls im 18. Jahrhundert wurden die Außenwände aus Backstein errichtet, mit einem Fries verziert und zugleich Rundbogenfenster eingebaut. Auch die barocken Freskenmalereien, die vermutlich von Karl Hoffman geschaffen wurden, gehen auf diese Zeit zurück. Erhalten haben sich aus der ursprünglichen barocken Innenausstattung Teile des ehemaligen Hauptaltars, die Kanzel und ein auf einer Holztafel gemaltes Letztes Abendmahl. Das klassizistisches Taufbecken wurde im ersten Viertel des 19. Jahrhunderts geschaffen. Es ist ein Eisenguss aus einer Gleiwitzer Hütte.[2] Nach dem Dreißigjährigen Krieg diente die Kirche  den evangelischen Gläubigen als Zufluchtskirche. Sie durften das Gotteshaus weiterhin – auch nach der Rekatholisierung – bis zum Übergang an Polen 1945 nutzen. Danach wurde sie als katholische Filialkirche dem Erzbistum Breslau eingegliedert.
- Schloss Peuke, nach 1945 devastiert

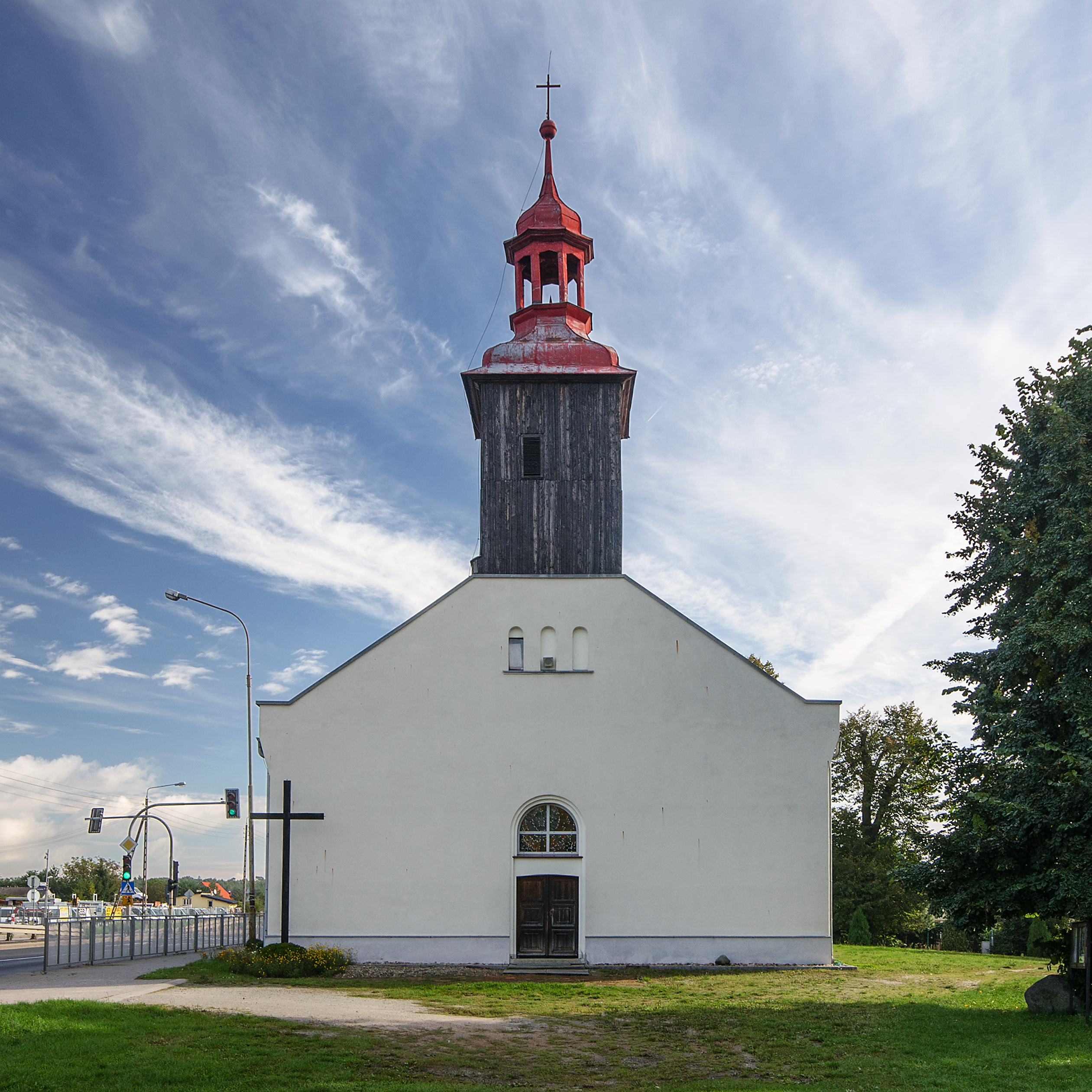
St. Maria Rosenkranz
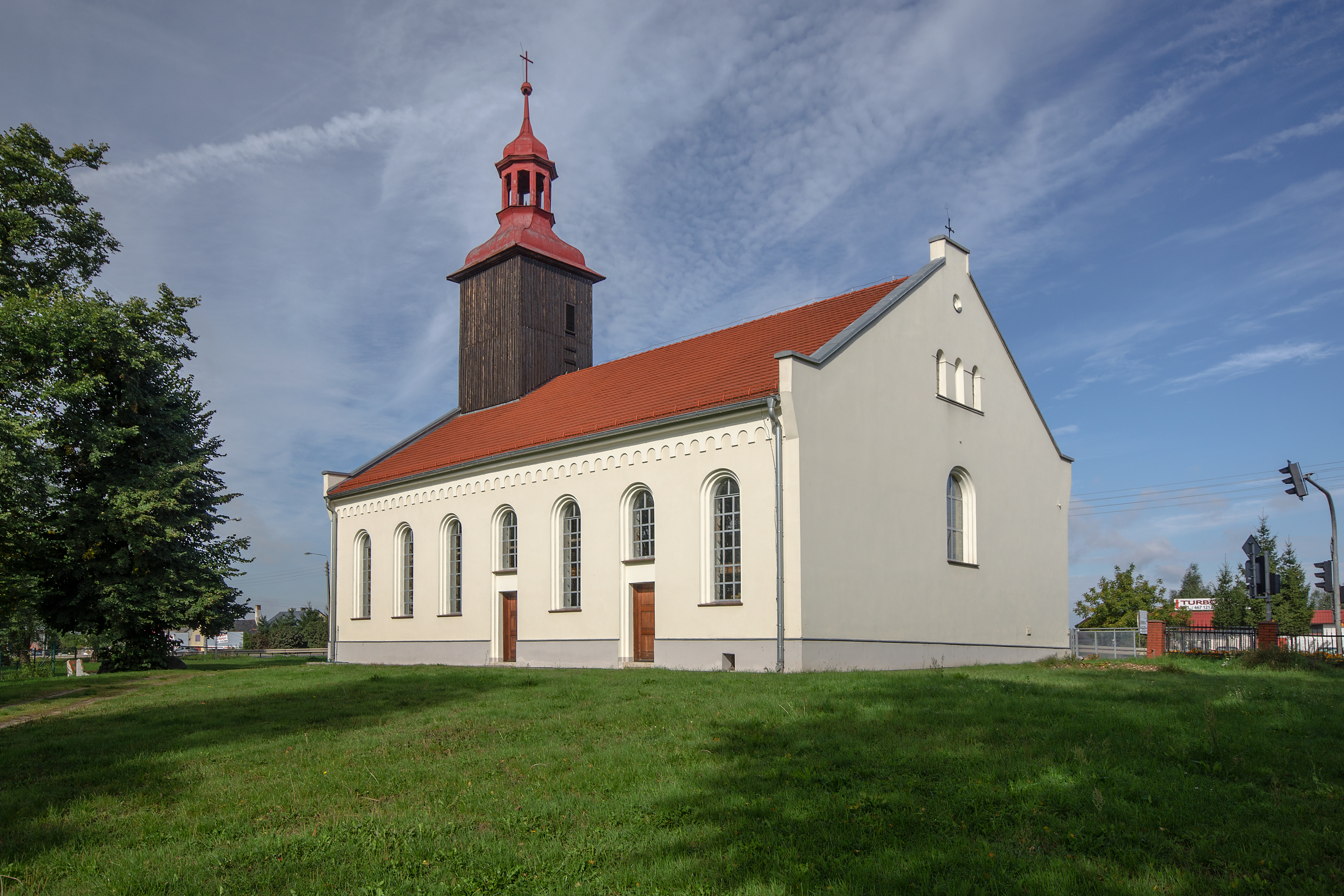
Ehemalige Zufluchtskirche, nach 1945 Maria-Rosenkranz-Kirche